# Ярмуш Василь Ількович
Василь Ількович Ярмуш (15 вересня 1940, с. Острів, Тернопільський район, Тернопільська область — 22 вересня 1976, там само) — український поет і прозаїк.

## Життєпис
Василь Ярмуш народився 15 вересня 1940 року в селі Острові Тернопільського району Тернопільської області (тоді Українська РСР, нині Україна) у селянській родині. Мати — Ганна Григорівна, батько Ілько Васильович Ярмуш. Рано втратив батька. Навчався в Острівській семирічці, потім у Тернопільській середній школі № 8. Закінчивши школу, працював комбайнером у колгоспі, помічником машиніста екскаватора в Тернопільському кар'єроуправлінні.
У 1959 році покликаний на військову службу, котру відбував на Заполяр’ї, на бойовій точці у військовій частині 22912, але недовго.
У грудні 1959 року на одному з бойових завдань отримав поранення та контузію. Солдатів винесло на крижині у відкрите Баренцове море, розпочалася хурделиця, що значно ускладнило пошуки. Тільки після закінчення завірюхи обмерзлих, виснажених та напівживих хлопців підібрав гелікоптер.
Так служба для Василя і його товаришів закінчилася. Сильне переохолодження організму далося взнаки. З пораненням, обмороженими ногами і туберкульозом легень, записом у військовому квитку (Інвалід 1 групи, до військової служби не придатний) Василь повертається додому і продовжує лікування у госпіталі і пише вірші, новели.
Підлікувавшись, влаштовується робітником на цукровий завод «Поділля». Але сирість та важкі умови праці не могли не позначитися на підірванім в армії здоров’ї. І знову лікарня.
Згодом Василь завідує клубом у рідному селі і навчається заочному відділенні факультету журналістики Львівського державного університету імені Івана Франка.
Вірші почав писати ще в школі. Перші публікації на сторінках районної газети «Ленінський клич», яка виходила у Микулинцях, з’явилися у 1959 році. Згодом його поетичні добірки друкуються в  обласній та республіканській періодиці, у колективних поетичних збірках.
Літом 1965 року в Україні розпочалися масові арешти свідомої української інтелігенції. Під пильним наглядом оперативників КДБ СРСР опинилися всі, хто мав письменницький хист і добре володів словом. Невдовзі заарештовано одного з Ярмушевих друзів. У кінці серпня взялися і за Василя.
На самі свята завітали до нього непрохані гості з ордером на обшук і постановою про його попереднє затримання. Після дванадцятигодинного обшуку були вилучені всі Василеві рукописи, деякі історичні книжки, а він сам опинився у підвалах карального відомства, що розміщувалося на той час у Тернополі на вулиці Коперника. 
Упродовж чотирьох діб «досвідчені» оперативники проводили з Василем «профілактично-виховну роботу». 
Сьогодні нам залишається лише погодитися з точкою зору колишнього начальника обласного управління СБУ пана Стрільчука. На його думку, відкривати судову справу проти Василя Ярмуша не було потреби. У даному випадку «профілактично-виховної роботи», проведеної у підвалах відомства з хворим поетом, вистачало цілком, аби «навернути в отару заблукалу вівцю». Можливо, й так. Тюремні грати Василя обминули. І на то була Божа воля. Його відпускають, узявши підписку-зобов’язання зберігати у таємниці специфіку «Роз'яснювальних методів», до яких вдався репресивний апарат. Згодом повертають частину вилучених рукописів і книжок. Та багато творів залишилось у спецсховищах КДБ, де вони зберігалися до 1989 року. А після відомих демократичних зрушень за вказівками Москви їх було знищено. Отак з чорної волі кремлівських сатаністів та їх ревних прислужників, ми втратили кращу частину патріотичної поезії, пройнятої духом непримиренності до облудної імперської ідеології. Втратили назавжди безцінний плід безсонних ночей поета. Бо навіть у повернутих рукописних вирізано немало аркушів з творами, які, на думку «літературних експертів» спецслужб, загрожували радянській владі. 
Перебування у підвалах КДБ наклало відбиток на всю подальшу долю поета. До кінця життя він не міг влаштуватися на роботу ні в одній редакції тодішніх газет, хоч мав диплом про закінчення факультету журналістики. А тому Василь був змушений завідувати клубом в селі. Правда, він числився позаштатним кореспондентом обласної молодіжної газети Ровесник (газета) і його дописи, поетичні добірки, репортажі час від часу друкувалися в періодиці, але цензуру проходили лише ті твори, у яких, за влучним висловом самого Василя, думки були «причесані». 
1969 року став членом Тернопільського обласного літературного об'єднання, був активним членом клубу творчої молоді «Сонячні кларнети», що діяв при редакції газети «Ровесник».
У 1969  році Василь разом з іншими творчими людьми створив і очолює районну літературну студію «Розмай», організовану при редакції Тернопільської районної газети, яка, на жаль, після його смерті студія перестала існувати. Ці молодіжні організації були кузнею молодих початківців - поетів, прозаїків, композиторів Тернопільщини. 
У 1972 році видавництво «Каменяр» видало його першу поетичну збірку «Казка про тебе».
У жовтні цього ж року Василь доопрацьовує і повторно надсилає у «Радянський письменник» рукопис другої поетичної збірки «Граніт і полум'я», яка, на жаль, вийшла з друку лише через пів року після смерті поета.  До кінця 1972 року Василь завершує і надсилає Михайлові Головащенку до Києва першу частину драматичної поеми «Соломія Крушельницька» і продовжує працю над другою частиною. 
1972 року в туберкульозному диспансері Василь знайомиться з медсестрою Марією Гринчишин, вони закохуються один в одного.
1973 року Марія і Василь Ярмуш одружуються. 
Марія Євгенівна народилася 28 серпня 1950 року в селі Велика Лука (Хатки), Тернопільської області Тернопільського району. 
1973 року 8 вересня у них народилася донька Мирослава Ярмуш 
Василь і надалі багато і плідно працює : закінчує другу частину драматичної поеми «Соломія Крушельницька» Крушельницька Соломія Амвросіївна, дописує п'єсу «Олесина любов», доопрацьовує ранні вірші, пише нові. Створює ряд новел, гуморесок, повістей, нарисів. Згуртувавши навколо себе сільських аматорів, здійснює ряд постановок, які з успіхом були сприйняті.
Та працювати ставало все важче і важче. Недуга забирала надто багато сил. З кожним роком все більше часу Василь проводив у лікарнях, санаторії.
1976 рік 26 квітня у Ярмушів народжується син, якого назвали Тарасом.
Здавалося, можна було б певною мірою відчути себе щасливим. До постійного стеження за кожним його кроком уже звик. Поруч — кохана дружина, діти, які надихали творити, жити і любити. У цей період свого життя Василь відчував себе дуже щасливим. Вірші його подобаються читачам. А це — найбільше щастя було для нього! 
«А якого щастя ще хотіти? Хоч тілом немічний, зате я духом сильний! А тому — живу!» В. Ярмуш
До того ж його сім'я ось-ось перебереться до Тернополя — Василеві, як інваліду армії, нарешті надали квартиру. Він навіть ходив дивитися на дім, у якому мав жити. Та не так сталося, як гадалося. На початку вересня у нього почали опухати ноги. Змушений був лягти у лікарню. Сподівався, що пробуде там недовго, бо через кілька днів мав одержати ключі від нового помешкання. Але на цей раз марними були його сподівання.
22 вересня 1976 року обірвалося життя Поета. Здолавши земне тяжіння, Василь Ярмуш полинув у вічність, переливши жар власного серця у даровані нам поетичні строфи.

## Творчий доробок
Творчий доробок поета:
- Збірка поезій «Казка про тебе» (1972)
- Збірка поезій «Граніт і полум'я» (1977)
- Драматична поема на 2 дії «Соломія Крушельницька»  [Архівовано 31 липня 2020 у Wayback Machine.]
- Драматична поема «Тернопільська легенда»
- Новела «Весільна сорочка»  [Архівовано 18 липня 2020 у Wayback Machine.]
- Новела «Журно тополі шуміли...»
- Збірка поезій «Правди святе зерно» (2003)
- Посібник «Література рідного краю Василь Ярмуш» (2017)
- Поетична збірка для малят «Кіт Мацько» (2018)
- Поетична збірка для малят «MATSKO CAT» (2019)
- Поетична збірка «Ідилія ночі. Лірика» (2020) До роковин від дня народження Василя Ярмуша побачила світ лірична збірка його поезій «Ідилія ночі» [Архівовано 26 вересня 2020 у Wayback Machine.]
- Збірка «Соломія Крушельницька» (2022) у збірку увійшли: віршована драматична поема і новела «Соломія»[2] [3]
- Поетична збірка "ДУМА ПРО ЖИТТЯ" (2023)[4][5]

Пісні на слова Василя Ярмуша:
- «Тернопільчанка» композитор Ю.Брикайло (1970-73) ТМК
- «Пісня про Острів» композитор Ю.Брикайло (1970-73)  [Архівовано 22 липня 2020 у Wayback Machine.]
- «Марійка» композитор Ю. Брикайло (1970-73)
- «Журавлі» композитор Ю.  Брикайло (1970-73)
- «Верховиночка» композитор Ю. Брикайло (1970-73)
- «Острів'яночка» композитор Ю. Брикайло (1970-73)
- «Незабудки» композитор Ю. Брикайло (1970-73)
- «Ждала тебе» композитор В. Дарчук (2016)
- «Не говори» композитор А. Підлужний (2016)
- «Осінній етюд» композитор Ю. Кіцила (2019)
- «Вечірній Львів» композитор І. Гуцайлюк (2019)
- «Чекаю Тебе» композитор І. Гуцайлюк (2019).

## Вшанування пам'яті
- На Алеї зірок на вулиці Гетьмана Сагайдачного в Тернополі встановлено зірку Василя Ярмуша (2017).[6]
- Документальний фільм про життєвий і творчий шлях Василя Ярмуша «Я відшукаю папороті цвіт»
- На честь Василя Ярмуша названо одну з вулиць у Тернополі і його рідному селі Острів[7]
- Створено клас-музей Ярмуша у ЗОШ № 8, де навчався поет
- Телепередача «Загублені в часі — Василь Ярмуш»  [Архівовано 30 липня 2020 у Wayback Machine.]
- Відкриття експозиції присвячену життю і творчості Василя Ярмуша в Тернопільському обласному краєзнавчому музеї 22.09. 2015р.
- Арт-вечір пам'яті Василя Ярмуша 15.09.2017 рік
- Прем'єра драматичної поеми «Тернопільська Легенда» (мала сцена Тернопільський академічний обласний драматичний театр ім. Т. Г. Шевченка) 15.09.2018 р   [Архівовано 21 квітня 2020 у Wayback Machine.]
- Благодійний творчий вечір пам'яті Василя Ярмуша "Розмай"  в Тернопільський академічний обласний драматичний театр ім. Т. Г. Шевченка 28.09. 2018р  [Архівовано 9 червня 2020 у Wayback Machine.]
- Пісенний творчий вечір пам'яті Василя Ярмуша «Розмай» ТМК 27.10. 2019 р в Український Дім «Перемога»  [Архівовано 18 липня 2020 у Wayback Machine.]